# 内出血

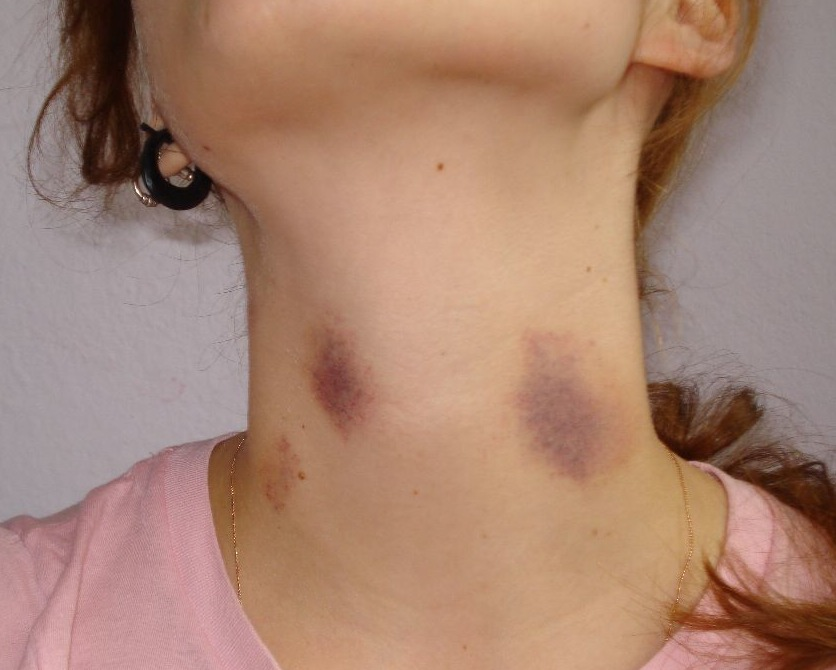
吸引性皮下出血

内出血（ないしゅっけつ）とは、体内の血管が破裂する等して皮下で出血する現象のこと。

## 解説
内臓内で出血する他に、人体を強く殴打した際にできるいわゆる「たんこぶ（頭出腫）」と呼ばれるものも内出血が引き起こす現象の一つである。
四肢や体表の内出血は、傷病者が痛みを感じ易くまた他覚的所見でも分かり易いが、真に重大なのは体幹（胸腔・腹腔）の内出血である。殊に大動脈のほか、肝臓・脾臓など血管に富む臓器の損傷はわずかな傷でも出血が止まらず、最悪の場合は死に至る。これは外見だけでは発見できないが、超音波エコーによって発見することができる。交通事故や転落事故の受傷者は、もれなく胸腹部超音波エコーを受けるように定められている（JATECを参照のこと）。
四肢や体表の軽微な内出血でも、血液疾患などで凝固・線溶系に異常のある者、あるいは抗凝固薬を服用している者の場合は出血が止まらないことがある。この場合も早急に病院を受診することが望ましい。

## 対処法の基本的考え方
一般的に顔面下顎や腕、足の打撲による内出血では、軽度のものを除き、3日間冷やし、その後は温めるのが基本治療。最初に冷やすのは内出血を抑えるために血管を収縮させること、痛みを和らげる効果もある。3日程度で治癒傾向に転じるので、温めて血管を膨張させ血流を促すと内出血の吸収を早め治りがよい。
冷やしにくい腹部など内臓の出血では吸引など外科手術が必要になるので簡易な素人解釈は危険であることを念頭に置くこと。